# Pangènesi
La pangènesi és la teoria defensada per Anaxàgores, Demòcrit i els tractats hipocràtics segons la qual cada òrgan i estructura del cos produïa petit sediments anomenat gèmmules, que per via sanguínia arribaven als gàmetes. L'individu es formaria gràcies a la fusió de les gèmmules de les cèl·lules.

## Pangènesi ievolució
Charles Darwin també sostingué la teoria de la pangènesi per explicar l'herència de caràcters. Aparentement, aquesta teoria aclaria molts fets fonamentals pel sosteniment de la seva teoria evolutiva (González Recio 2004): 
- les gèmmules podien alterar-se sota l'acció de les condicions ambientals, donant lloc a variacions individuals aleatòries;
- l'herència dels caràcters adquirits trobava un fonament fisiològic, car les gèmmules recullen els canvis que pateixen les parts de l'organisme de les que procedeixen;
- la mescla de trets podia explicar-se per la mescla de gèmmules, però com que mescla no equival a fusió, es comprenia la reaparició de caràcters atàvics.

Tanmateix, a L'origen de les espècies, Darwin admetia que "les lleis que regeixen l'herència són, en gran part, desconegudes" (p. 64)

### Crítiques a la teoria de la pangènesi
- El 1867 Fleeming Jenkin publicà a la North British Review una recensió de L'origen de les espècies en la que arguïa que l'herència per mescla actua com barrera per la transmissió de les variacions, car tendeix a neutralitzar-les: si només un dels dos progenitors posseeix el nou tret, la mescla del material hereditari esmorteirà la variació, fent-la desaparèixer en poques generacions. Darwin argüí que només les grans variacions es veuen afectades per aquesta objecció, car les variacions lleus resulten molt freqüents en grups amb gran nombre d'individus. L'objecció de Jenkin feu que Darwin insistís en les variacions lleugeres i que rebaixés la importància de l'aïllament geogràfic en l'evolució.
- Francis Galton oposà a la teoria de la pangènesi els resultats d'un experiment: feu transfusions de sang entre conills que no produïren en la descendència els efectes esperats.